# Управління ключами
Управління ключами складається з процедур, що забезпечують:
- включення користувачів у систему;
- виробництво, розподіл та введення в апаратуру ключів;
- контроль використання ключів;
- зміну та знищення ключів;
- архівування, зберігання і відновлення ключів.

Управління ключами грає найважливішу роль у криптографії як основа для забезпечення конфіденційності обміну інформацією, ідентифікації та цілісності даних. Важливою властивістю добре спроектованої системи управління ключами є зведення складних проблем забезпечення безпеки численних ключів до проблеми забезпечення безпеки кількох ключів, яка може бути відносно просто вирішена шляхом забезпечення їх фізичної ізоляції у виділених приміщеннях і захищеному від проникнення обладнанні. У разі використання ключів для забезпечення безпеки інформації, що зберігається суб'єктом може бути єдиний користувач, який здійснює роботу з даними в послідовні проміжки часу. Управління ключами в мережах зв'язку включає, принаймні, двох суб'єктів — відправника і одержувача повідомлення.

## Цілі управління ключами
Метою управління ключами є нейтралізація таких загроз, як:
- компрометація конфіденційності закритих ключів;
- компрометація автентичності закритих або відкритих ключів. При цьому під автентичністю розуміється знання або можливість перевірки ідентичності кореспондента, для забезпечення конфіденційного зв'язку із яких використовується даний ключ;
- несанкціоноване використання закритих або відкритих ключів, наприклад використання ключа, термін дії якого минув.

## Політика безпеки
Управління ключами зазвичай здійснюється в контексті визначеної політики безпеки. Політика безпеки прямо або опосередковано визначає ті загрози, яким повинна протистояти система. Крім того, вона визначає:
- правила і процедури, якими необхідно керуватися і які необхідно виконувати в процесі автоматичного або ручного керування ключами,
- відповідальність та підзвітність усіх суб'єктів, що беруть участь в управлінні, а також всі види записів, які повинні зберігатися для підготовки необхідних повідомлень і проведення перевірки дій, пов'язаних з безпекою ключів.

Одним з інструментів, що використовуються для забезпечення конфіденційності ключів є розподіл ключів за рівнями наступним чином.
- Головний ключ — вищий ключ в ієрархії, який не захищається криптографічно. Його захист здійснюється за допомогою фізичних або електронних засобів.
- Ключі для шифрування ключів — закриті або відкриті ключі, які використовуються для засекречування перед передачею або при зберіганні інших шифрувальних ключів. Ці ключі самі можуть бути зашифровані з допомогою інших ключів.
- Ключі для шифрування даних — використовуються для захисту даних користувачів.

Ключі більш високих рівнів використовуються для захисту ключів або даних на більш низьких рівнях, що зменшує збитки при розкритті ключів і обсяг необхідної інформації, яка потребує фізичного захисту.

### Термін дії ключів
Однією з важливих характеристик системи управління ключами є терміни дії ключів. Термін дії ключа означає проміжок часу, протягом якого він може бути використаний довіреними сторонами.
Скорочення термінів дії ключів необхідно для досягнення наступних цілей:
- обмеження обсягу інформації, зашифрованої на даному ключі, яка може бути використана для криптоаналізу;
- обмеження розміру збитку при компрометації ключів;
- обмеження об'єму машинного часу, який може бути використано для криптоаналізу.

В доповнення до вказаної вище класифікації ключів за рівнями, може бути введена також наступна класифікація.
- Ключі з тривалим терміном дії. До них належить головний ключ, часто — ключі для шифрування ключів.
- Ключі з коротким терміном дії. До них належать ключі для шифрування даних.

Як правило, в телекомунікаційних додатках використовуються ключі з коротким терміном дії, а для захисту збережених даних — з тривалим терміном дії.
Необхідно мати на увазі, що термін «короткий термін дії» відноситься тільки до терміну дії ключа, а не до проміжку часу, протягом якого ключ повинен залишатися в секреті. Наприклад, до ключа, що використовується для шифрування протягом лише одного сеансу зв'язку, часто пред'являється вимога, щоб зашифрована на ньому інформація не могла бути розкрита протягом кількох десятків років. У той же час електронний підпис перевіряється негайно після передачі повідомлення, тому ключ підпису повинен зберігатися в таємниці протягом досить короткого терміну.

### Життєвий цикл ключів
Ключова інформація повинна бути змінена до закінчення терміну дії ключа. Для цього може бути використана діюча ключова інформація, протоколи розподілу ключів і ключові рівні .
Для того щоб обмежити збитки від компрометації ключів, слід уникати залежностей між діючою і встановлюється ключовою інформацією. Наприклад, не рекомендується захищати черговий сеансовий ключ з допомогою чинного сеансового ключа. При зберіганні закритих ключів повинні бути вжиті заходи щодо забезпечення конфіденційності і автентичності. При зберіганні відкритих ключів повинні бути вжиті заходи, що дозволяють перевірити їх автентичність. Конфіденційність та автентичність можуть бути забезпечені криптографічними, організаційними і технічними заходами.
Всі криптосистеми, за винятком найпростіших, в яких використовуються ключі зафіксовані раз і назавжди, потребують періодичної заміни ключів. Ця заміна проводиться за допомогою певних процедур і протоколів, у ряді яких використовуються і протоколи взаємодії з третьою стороною. Послідовність стадій, які проходять ключі від моменту встановлення до наступної заміни, називається життєвим циклом ключів.
1. Реєстрація користувачів. Ця стадія включає обмін первісної ключовою інформацією, такий, як загальні паролі або PIN-коди, шляхом особистого спілкування або пересилання через довіреної кур'єра.
2. Ініціалізація. На цій стадії користувач встановлює апаратне обладнання та/або програмні засоби у відповідності з встановленими рекомендаціями і правилами.
3. Генерація ключів. При генерації ключів повинні бути вжиті заходи щодо забезпечення необхідних криптографічних якостей. Ключі можуть генеруватися як самостійно користувачем, так і спеціальним захищеним елементом системи, а потім передаватися користувачеві по захищеному каналу.
4. Установка ключів. Ключі встановлюються устаткування тим чи іншим способом. При цьому первісна ключова інформація, отримана на стадії реєстрації користувачів, може або безпосередньо вводитися в обладнання, або використовуватися для встановлення захищеного каналу, по якому передається ключова інформація. Ця стадія використовується в подальшому для зміни ключової інформації.
5. Реєстрація ключів. Ключова інформація пов'язується реєстраційним центром з ім'ям користувача і повідомляється іншим користувачам ключовий мережі. При цьому для відкритих ключів створюються сертифікаційним центром ключові сертифікати, і ця інформація публікується тим чи іншим способом.
6. Звичайний режим роботи. На цій стадії ключі використовуються для захисту інформації в звичайному режимі.
7. Зберігання ключа. Ця стадія включає процедури, необхідні для зберігання ключа в належних умовах, що забезпечують його безпеку до моменту його заміни.
8. Заміна ключа. Заміна ключа здійснюється до закінчення його терміну дії і включає процедури, пов'язані із генерацією ключів, протоколами обміну ключовою інформацією між кореспондентами, а також з довіреною третьою стороною. Для відкритих ключів ця стадія зазвичай включає обмін інформацією по захищеному каналу із сертифікаційним центром.
9. Архівування. В окремих випадках ключова інформація після її використання для захисту інформації може бути піддана архівування для її вилучення зі спеціальними цілями (наприклад, розгляду питань, пов'язаних з відмовами від цифрового підпису).
10. Знищення ключів. Після закінчення термінів дії ключів вони виводяться з обігу, і всі їх копії знищуються. При цьому необхідно стежити, щоб у разі знищення закритих ключів ретельно знищувалася вся інформація, за якою можливе їх часткове відновлення.
11. Відновлення ключів. Якщо ключова інформація знищена, але не скомпрометована (наприклад, через несправність обладнання або через те, що оператор забув пароль) повинні бути передбачені заходи, що дають можливість відновити ключ зберігається у відповідних умовах його копії.
12. Скасування ключів. У разі компрометації ключової інформації виникає необхідність припинення використання ключів до закінчення терміну їх дії. При цьому повинні бути передбачені необхідні заходи оповіщення абонентів мережі. При скасуванні відкритих ключів, забезпечених сертифікатами, одночасно проводиться припинення дії сертифікатів.

### Послуги, що надаються довіреною третьою стороною
В життєвому циклі управління ключами важливу роль відіграє так звана довірена третя сторона. Ці функції можуть бути визначені таким чином.
1. Сервер імен абонентів — забезпечує надання кожному з абонентів індивідуального імені.
2. Реєстраційний центр — забезпечує включення кожного з абонентів в дану мережу засекреченого зв'язку та видачу йому відповідної ключової інформації.
3. Центр виробництва ключів.
4. Ключовий (ідентифікаційний) сервер — забезпечує встановлення загального сеансового ключа між двома абонентами шляхом передачі ключа по захищеному каналу, що утворюється сервером з кожним з абонентів. При цьому може здійснюватися ідентифікація абонентів.
5. Центр управління ключами — забезпечує зберігання, архівування, заміну і скасування ключів, а також аудит дій, пов'язаних з життєвим циклом ключів.
6. Сертифікаційний центр — забезпечує автентичність відкритих ключів шляхом надання їм сертифікатів, засвідчених підписом.
7. Центр встановлення тимчасових міток — забезпечує прив'язку тимчасової мітки до електронного повідомленням або транзакції, запевняючи тим самим їх наявність у визначений момент часу.
8. Центр нотаризації — забезпечує неможливість відмови від зробленого в певний момент заяви, зафіксованого в електронній формі.

## Дивись також
- Інформаційна безпека
- Ключ (криптографія)
- Криптографічний протокол
- Розділення секрету
- Алгоритм Діффі — Хеллмана
- Сервер криптографічних ключів